# Notropis chrosomus
Notropis chrosomus es una especie de peces de la familia de los Cyprinidae en el orden de los Cypriniformes.

## Morfología
Los machos pueden llegar alcanzar los 8,1 cm de longitud total.

## Hábitat
Es un pez de agua dulce.

## Distribución geográfica
Se encuentran en Norteamérica: noroeste de  Georgia, Alabama y sudeste de Tennessee (Estados Unidos).